# Vendsyssels Sportscollege
|  | Denne artikel eller sektion om sport er forældet eller ikke opdateret. Se artiklens diskussionsside eller historik. |

Vendsyssels Sportscollege er en uddannelsesinstitution, hvor man kan dyrke idræt i forbindelse med sin ungdomsuddannelse, det være sig fodbold, ishockey, håndbold eller floorball. Man har mulighed for at gå på STX, HTX, HHX, HF og HG.
Det ligger i den nordjyske by Frederikshavn, hvilket resulterer i at mange elever er fra nærområdet. Dog har Nordjyllands Sportscollege deres eget kollegium, så hvis man kommer langvejs fra er der mulighed for at bo der. Bl.a. har Nordjyllands Sportscollege haft elever fra Grønland, Færøerne, Sverige, Norge og sågar Venezuela.
Fra åbningen i 1996 og frem til og med 2012 hed det Nordjyllands Sportscollege, men grundet ændringer i strukturen, blev navnet ændret til Vendsyssels Sportscollege fra sommeren 2012.[kilde mangler]

## Samarbejder
Nordjyllands Sportscollege arbejder sammen med FFI på fodboldlinjen, Frederikshavn Fox og FFI Håndbold på håndboldlinjen, Frederikshavn White Hawks og Kraftcenter på ishockeylinjen og Frederikshavn Bulldogs på floorballlinjen.

## Kendte elever
Blandt de mest kendte, der tidligere har været elev på Nordjyllands Sportscollege, kan nævnes fodboldspillerne Morten Nordstrand, samt ishockeyspillerne Stefan Lassen og Jesper Jensen.

## Trænere
Blandt trænerkapaciteterne på Nordjyllands Sportscollege finder man bl.a. Peter Enevoldsen på fodboldlinien, Mette Nielsen på håndboldlinien, Henrik Christiansen og Esben Nedermark på ishockeylinien og Jesper Thomsen på floorballlinien

## Årets College-elev
Hvert år kåres "Årets Collegeelev" på hver linje og en for hele Sportscollege, kaldet "Årets Super Collegelev".

## Ekstern henvisning
- Vensyssels Sportscollege Arkiveret 31. december 2019 hos  Wayback Machine

57°26′12.41″N 10°32′12.1″Ø / 57.4367806°N 10.536694°Ø